# Hedwigsbründl

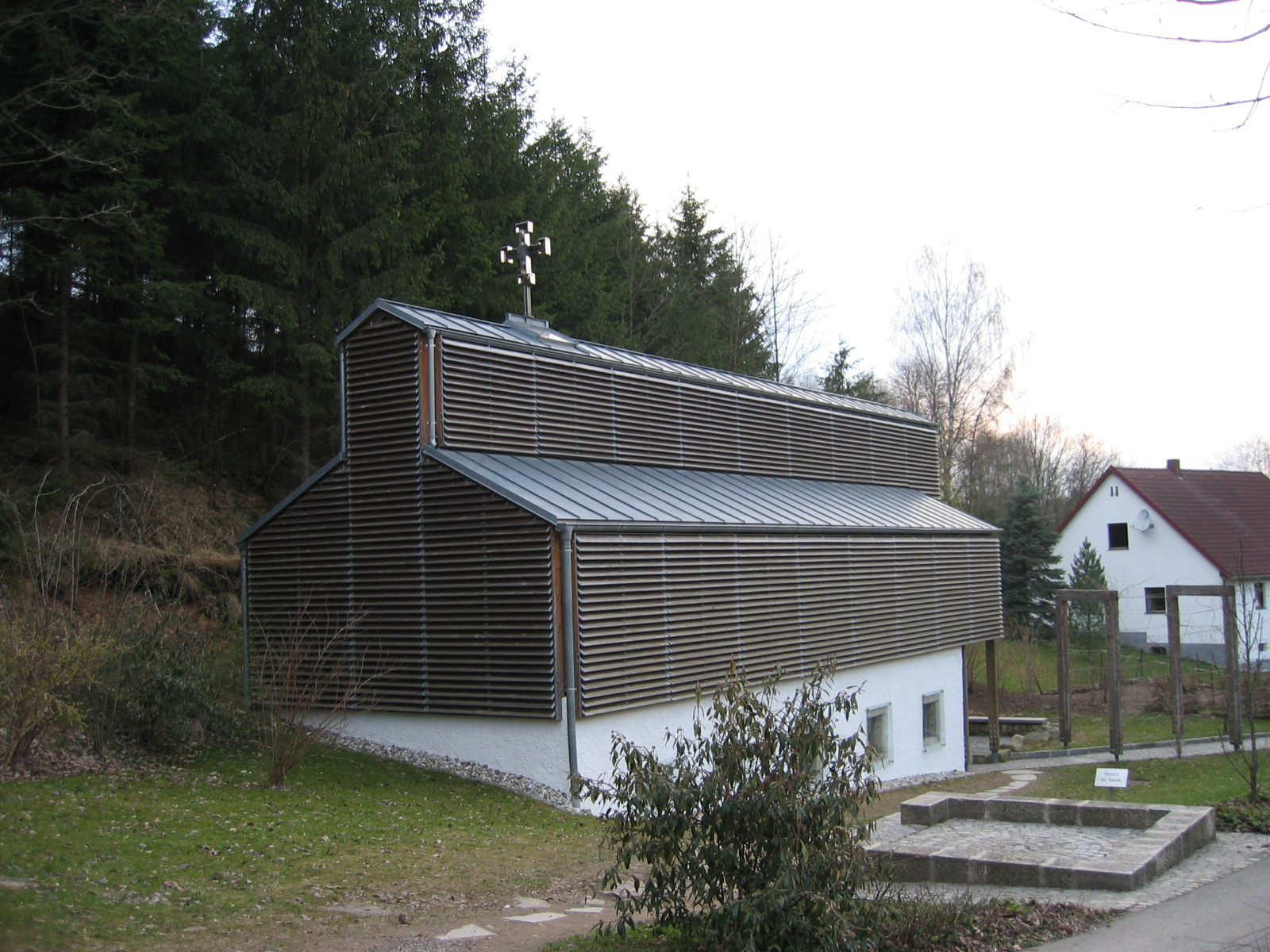
Hedwigsbründl

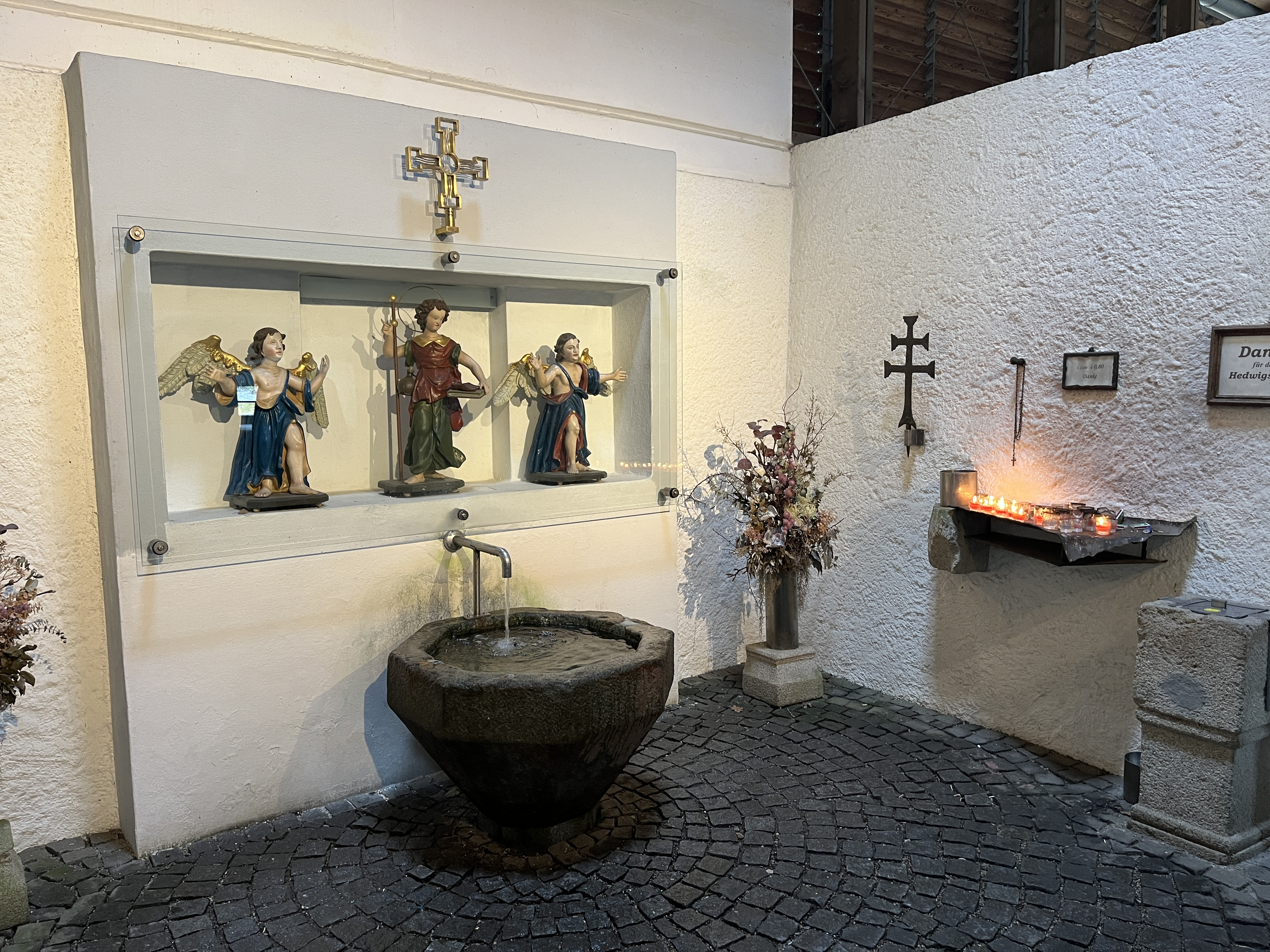
Inneres der Kapelle mit Brunnen

Das Hedwigsbründl ist ein Wallfahrtsziel in Bad Zell in Oberösterreich.

## Geschichte
Die Heilquelle hat einen mittelalterlicher Ursprung. Auf Grund mancher Heilungen wurden eine Kapelle und ein Badhaus errichtet. Besonders nach dem Dreißigjährigen Krieg kam es zum Aufschwung und zum Beginn einer Wallfahrt. In dieser Zeit wurde auch eine große Kapelle errichtet, die aber bald wieder abgerissen wurde (Einrichtung teilweise noch vorhanden). Das Bründl geriet danach immer mehr in Vergessenheit; nur mehr die Bewohner von Zell pilgerten zur Kapelle und holten sich das heilende Wasser.
In den 1970er-Jahren kam es mit der Erklärung zur Heilquelle und dem Bau der Kuranstalt St. Hedwig (ab 1977 Landeskuranstalt, heute Kurhotel Bad Zell mit dem seit 2005 nordwestlich angrenzenden Gesundheitsresort Lebensquell Bad Zell) immer mehr zum Aufschwung und zum Bekanntwerden des Bründls. Vor wenigen Jahren wurde die alte, baufällige und unansehnliche Kapelle geschleift und das alte Badhaus zu einem kleinen Ausstellungsraum adaptiert. Zusätzlich wurde eine neue, moderne Kapelle errichtet, in die Teile der alten Kapelleneinrichtung kamen. Auch das Heil- (Hedwigs-) Wasser wurde wieder in die neu gestaltete Kapelle eingeleitet. Als Abschluss ließ man eine Hedwigsglocke gießen.

## Brauchtum
Der Hedwigstag (16. Oktober) wird seit dem 17. Jahrhundert in Bad Zell festlich begangen. Vor wenigen Jahren geschahen auch hier Impulse, bzw. Traditionen, die wiederaufgegriffen wurden: So findet am Vorabend des Hedwigstages eine Lichterprozession zum Bründl statt, bzw. am Festtag selbst (wie im 17. Jahrhundert) eine Prozession von der Pfarrkirche zum Hedwigsbründl mit anschließender Festmesse und Rahmenprogramm.

## Legende

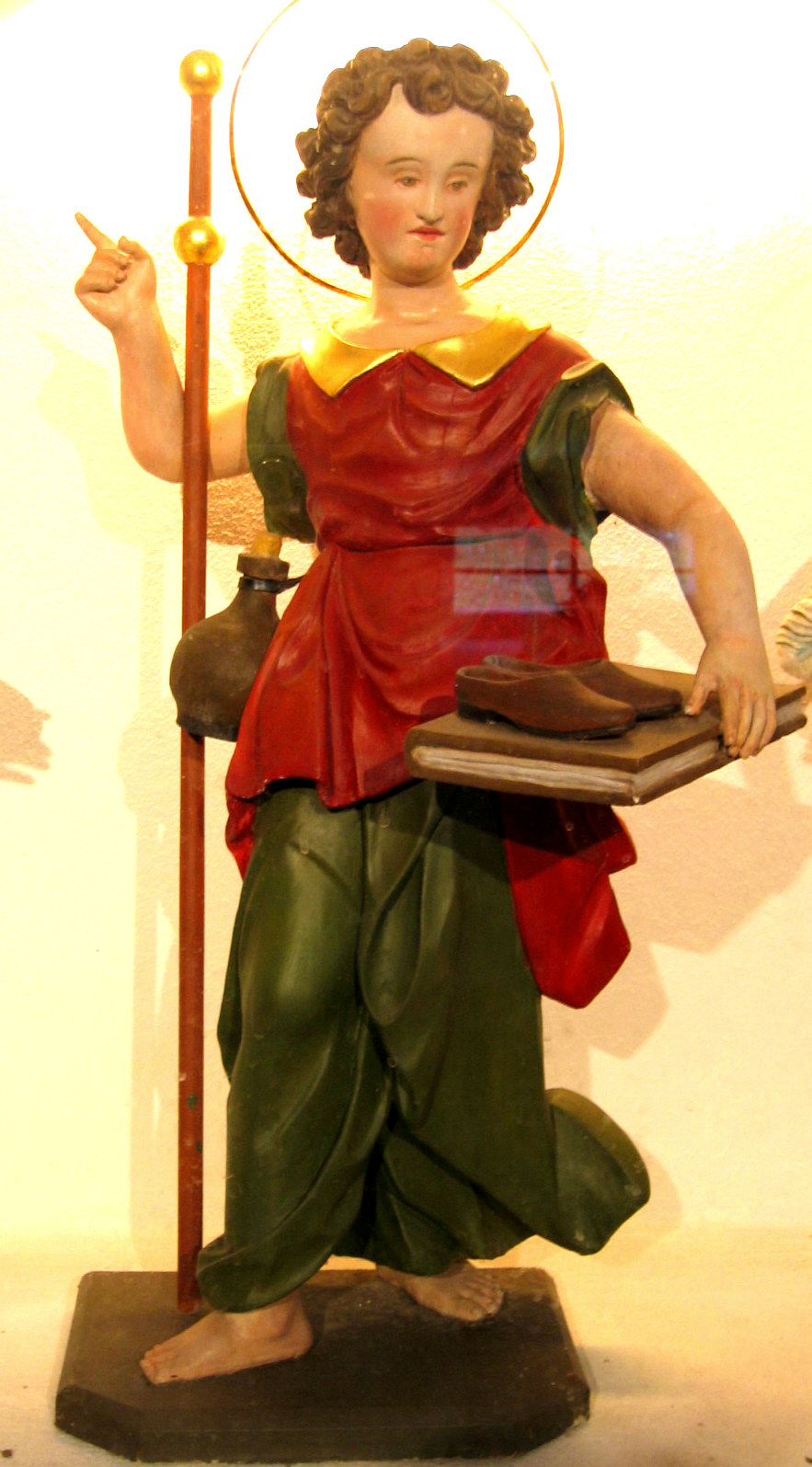
Zeller Darstellung der Hl. Hedwig von Andechs

Die Legende besagt, dass die hl. Hedwig von Andechs, eine Verwandte der hl. Elisabeth von Thüringen, eine Wallfahrt nach Rom gemacht hatte. Zu Fuß machte sich die Herzogin auf den Weg. Als ihre eisernen Schuhe Löcher bekamen, sei an dieser Stelle eine Quelle entsprungen – das Hedwigsbründl in Zell. Weitere Versionen sprechen davon, dass Hedwig auf Anraten ihres Beichtvaters die eisernen Schuhe nur in den Händen mittrug. Dort wo sie Rast machte sei dann das Bründl entsprungen. Heute ist man sich fast sicher, dass die hl. Hedwig niemals durch Zell durchgekommen ist, sondern das der Name Hedwig von einer Flurbezeichnung stammt (Herweig, Herwig, Herweg). Und dennoch wird neben dem Kirchenpatron Johannes dem Täufer von jeher die hl. Hedwig in Bad Zell als Fürsprecherin angerufen.
In Zell findet man auch eine besondere Darstellungsform der Heiligen: Mit Wanderstab und Schuhen in der Hand, ansonsten wird Hedwig als Herzogin mit Kirchenmodell dargestellt.